# Burgruine Raschenberg
Die Burgruine Raschenberg ist eine ehemalige Burganlage am Schlossberg südlich von Oberteisendorf im Markt Teisendorf in Bayern. Sie war bis 1575 Sitz eines Pfleggerichts des Erzstifts Salzburg. Sie ist unter der Aktennummer D-1-72-134-138 als Baudenkmal verzeichnet. „Untertägige mittelalterliche und frühneuzeitliche Befunde im Bereich der Burgruine Raschenberg“ werden als Bodendenkmal unter der Aktennummer D-1-8142-0003 geführt.

## Geschichte

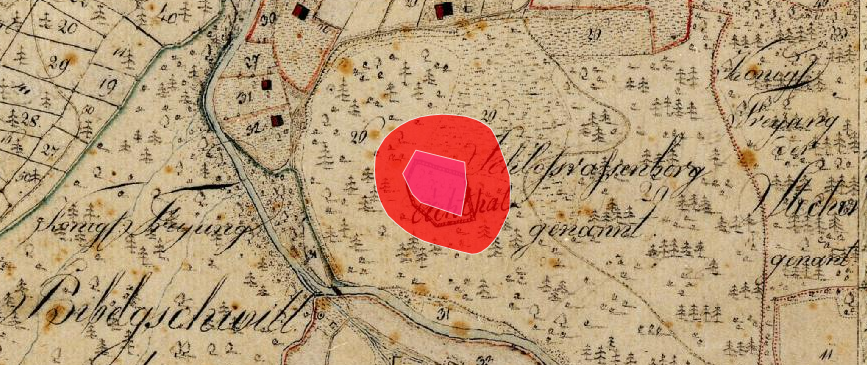
Lageplan der Burgruine Raschenberg auf dem Urkataster von Bayern

Die Höhenburg wurde vermutlich im 12. Jahrhundert durch die Grafen von Plain erbaut. Ab 1219 ging sie in den Besitz der Herzöge von Bayern über, um 1275 an das Erzbistum Salzburg zu fallen.  Der Name Raschenberg taucht erstmals 1275 mit den Namen der Plainer auf. Die Kontinuität zwischen der gräflichen Gerichtsbarkeit durch den Grafen Konrad von Plain in die des Erzbistums Salzburg ist durch den schon 1258 genannten Pilgrim von Pernhaupt gegeben, der hier als Richter amtierte und noch 1274 als Zeuge genannt wird.  Ein weiterer Burggraf und Richter war 1299 Heinrich von Staufeneck, 1309 und 1311 wird Heinrich von Nopping genannt. Im 14. Jahrhundert werden hier neben den Pflegern auch Landrichter erwähnt (beispielsweise  1370 ein Eberl von Oberteisendorf). Der Sitz des Gerichtes mit Amts-, Gefängnis- und Archivräumen war auf der Burg Raschenberg, die Pfleger des 15. und 16. Jahrhunderts hatten ihre Wohnsitze aber in Vachenlueg (Haunsberger), in Adelstetten (Trauner) oder in Wiedenreut (Wintreit, Pettinger Hof) bei Petting (Balthasar von Thannhausen). Bis zum 16. Jahrhundert war Burg Raschenberg selbständiger Gerichtssitz und Pflegamt. 1575 wurde sie unter dem erzbischöflichen Pfleger David von Nussdorf aufgegeben.
1678 kamen Gericht und Pflege in das neuerbaute Pfleghaus in Teisendorf. Die Burg mit Mauer, Turm, Tor, Weinkeller und Brunnen und Wohnung des Richters wird 1613 noch als völlig  intakt beschrieben. Nach vorliegenden Baurechnungen wurden die Brunnstube und der Wehrgang bis Ende des 17. Jahrhunderts wieder instand gesetzt und von Militärpersonen bewohnt. 1751 wurden in den Turm fünf Böden eingezogen und er diente dann als Pulvermagazin. 1758 baute man aus der Burg alle Eisenteile aus und überließ 1761 die Ruine der „Privat-Eisengewerkschaft Achthal-Hammerau“ zum Ausschlachten. 1816 kam Raschenberg endgültig an Bayern.

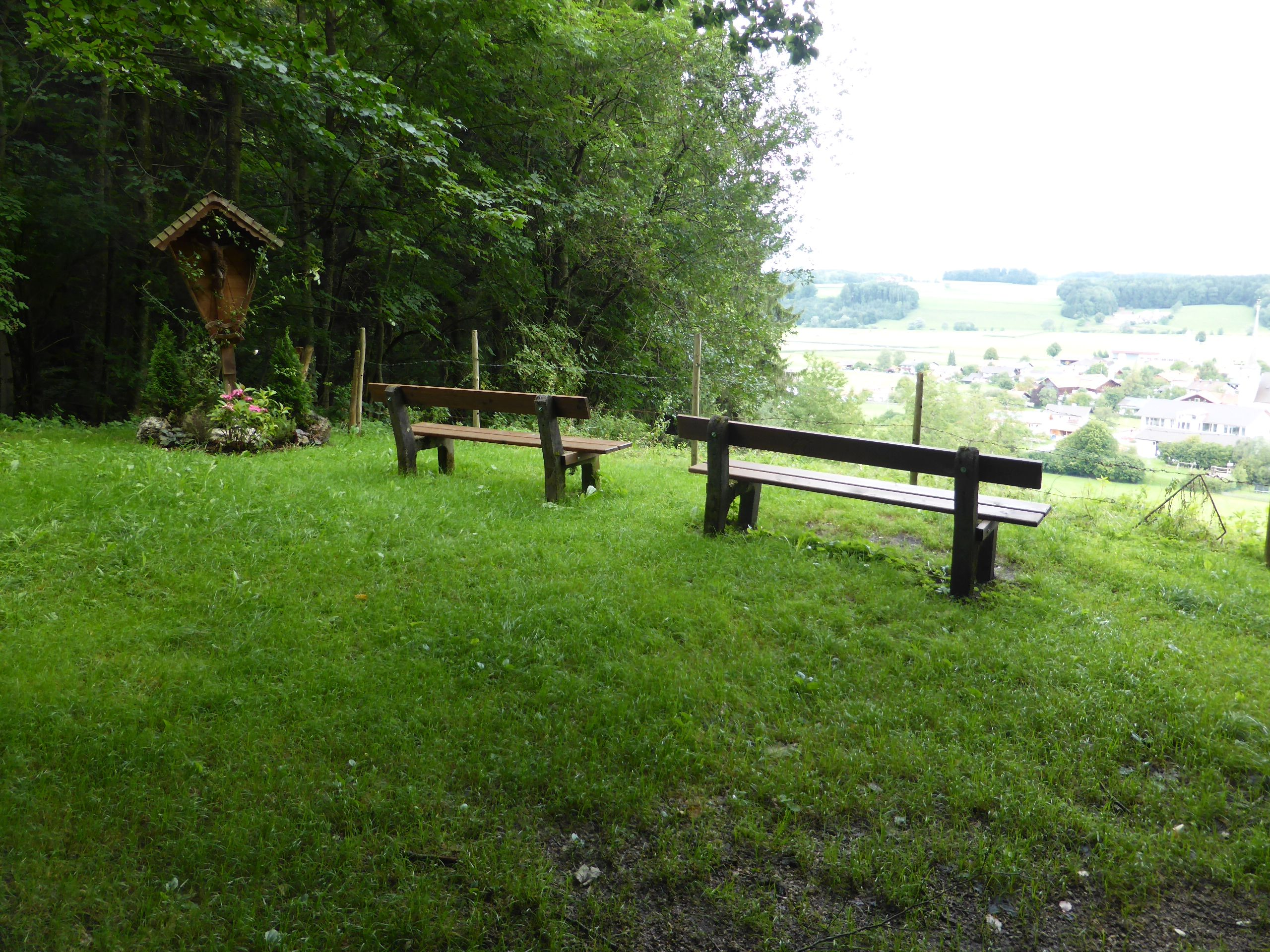
Rastplatz am Schlossried – Abzweigung Burgruine Raschenberg

## Burg Raschenberg heute
Mauerreste der Burg waren noch bis ca. 1880 erhalten. Heute sind von der ehemaligen Burg nur noch einzelne Bruchsteine zu sehen, erhalten haben sich Steinwälle des eingestürzten Bergfrieds sowie ein mit einer Betonplatte abgedeckter Brunnenschacht in der Mitte des westlichen Burgbereichs. Ein Halsgraben ist gegen Osten zu erkennen. Die Reste sind sehr stark von Vegetation überwachsen. Die Ruine erreicht man auf dem Schlossberg südlich Oberteisendorf in Richtung Achtal; bei einer Bachüberquerung weist ein Schild mit der Aufschrift Schlossried zu der Ruine.
In Erinnerung an diese Burg besteht in Salzburg eine Raschenbergstraße.